# Портной из Панамы (фильм)
«Портной из Панамы» (англ. The Tailor of Panama) — американо-ирландская кинокартина 2001 года режиссёра Джона Бурмена, сочетающая в себе элементы драмы и триллера. Снята по роману Джона Ле Карре «Портной из Панамы». Съёмки происходили в Панаме, графстве Уиклоу (Ирландия) и других местах.

## Сюжет
После неудачной интрижки с любовницей посла, сотрудника MI6 Энди Оснарда из Испании ссылают в Панаму. Впрочем, Оснард хочет вновь вернуть благосклонность Лондона. Полагая, что центральноамериканское государство всё ещё коррумпировано после господства генерала Норьеги, шпион приходит к заключению, что узнав «истинное» положение дел о Панамском канале, Лондон простит его выходки и вернет назад.
Оснард ловко шантажирует своего осведомителя, портного Гарри Пендела, который вхож в местную элиту, включая президента. Однако портной тоже не робкого десятка. По информации Пендела, в Панаме существует «тихая оппозиция», которая побуждает третью сторону, США, к немедленному вторжению...

## Актёрский состав
| В ролях          |  | Персонаж               |
| ---------------- |  | ---------------------- |
| Пирс Броснан     |  | Эндрю «Энди» Оснард    |
| Джеффри Раш      |  | Гарольд «Гарри» Пендел |
| Джейми Ли Кёртис |  | жена Гарри, Луиза      |
| Леонор Варела    |  | Марта                  |
| Брендан Глисон   |  | Микки                  |
| Гарольд Пинтер   |  | дядя Бенни             |
| Кэтрин Маккормак |  | Франческа Дин          |
| Мартин Сэвэдж    |  | Найджел Стормонт       |
| Дэниел Рэдклифф  |  | сын Пенделов, Марк     |
| Лола Бурмен      |  | дочь Пенделов, Сара    |
| Дэвид Хэймен     |  | Luxmore                |
| Марк Марголис    |  | Рафи Доминго           |
| Джон Фортьюн     |  | Молтби                 |
| Джон Полито      |  | Рамон Радд             |
| Дилан Бейкер     |  | американский генерал   |
| Джонатан Хайд    |  | Кавендиш               |
| Мартин Ферреро   |  | репортёр Тедди         |
| Пол Бёрчард      |  | Джо                    |
| Кен Дженкинс     |  | Morecombe              |
| Лиза Двон        |  | стюардесса             |
| Паоло Туллио     |  | панамский бизнесмен    |

## Награды и номинации
Полный перечень наград и номинаций — на сайте IMDB
| Премия                           | Категория       | Имя         | Результат |
| -------------------------------- | --------------- | ----------- | --------- |
| Берлинский кинофестиваль 2001 г. | Золотой медведь | Джон Бурмен | Номинация |